# 永盛街道 (伊通县)
永盛街道，是中华人民共和国吉林省四平市伊通满族自治县下辖的一个乡镇级行政单位，系2016年由原伊通镇县城西部部分地区析置设立。辖区面积20.7平方公里，人口4.1万人。办事处驻富安社区万豪小区。

## 行政区划
永盛街道下辖以下地区：
福宁社区、正阳社区、福安社区、庆德村、沈家村和东宋村。